# 南宮山
南宮山（なんぐうさん）は、岐阜県大垣市、不破郡垂井町、関ケ原町、養老郡養老町にまたがる標高419 mの山。山頂は大垣市と垂井町の境界にある。山域は1970年（昭和45年）12月28日に、揖斐関ヶ原養老国定公園の指定を受けている。別名が、「美濃ノ中山」。

## 概要
古くは「美濃のお山」、「不破山」、「美濃の中山」と呼ばれ、新古今和歌集で「思ひ出づや 美濃のお山の 一つ松 契りしことは いつも忘れず」と詠まれている。枕草子でもこの山が登場している。麓の南宮大社の境内社である高山神社の奥宮（椿姫宮）が鎮座している。
1600年関ヶ原の戦い時、西軍の毛利秀元らが陣を構えた山として有名である。<詳細>

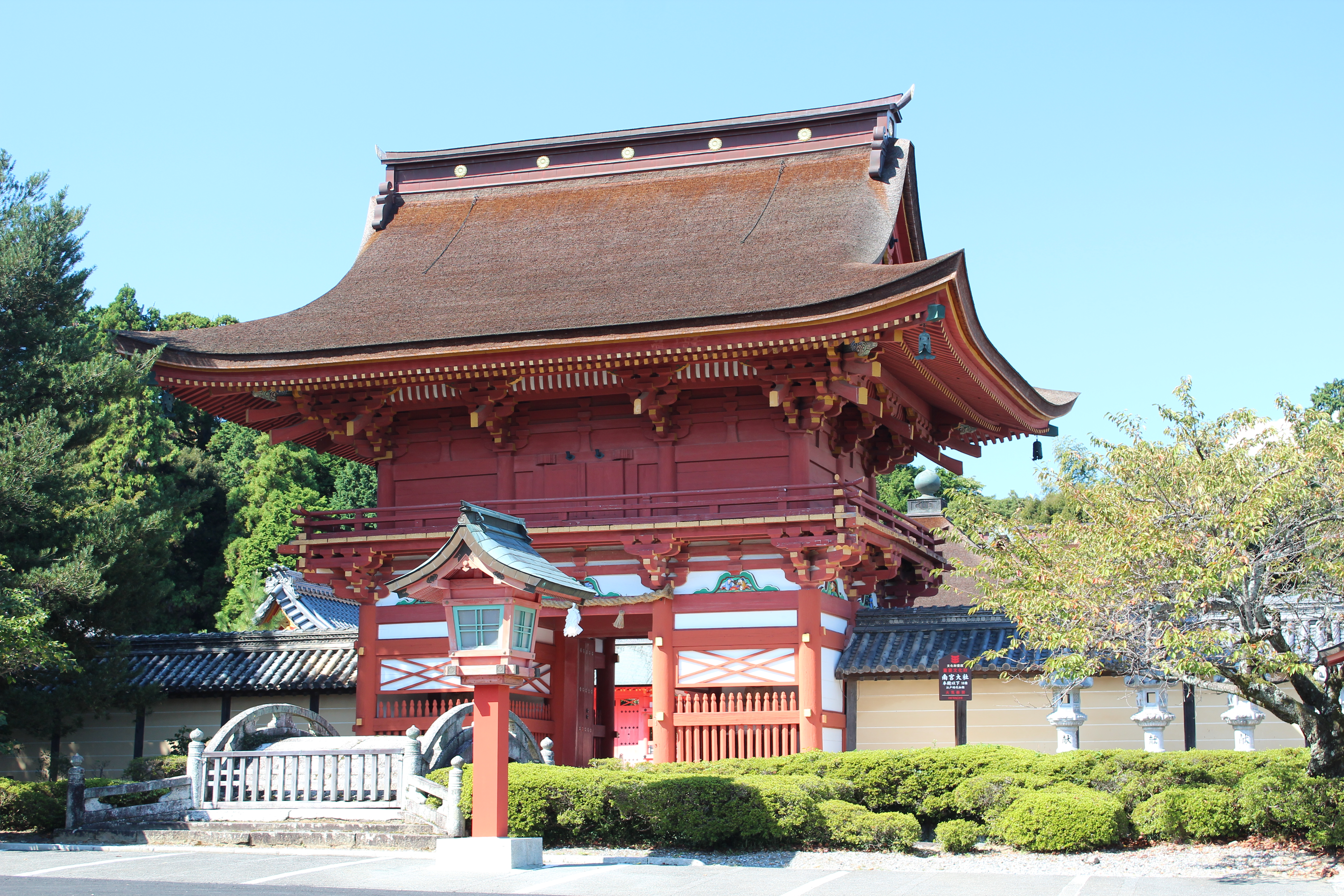
北東山麓にある南宮大社

## 登山
岐阜県山岳連盟により、続ぎふ百山の一つに選定されている。南東山麓にある南宮大社から標高点404 mのピークにある毛利秀元陣所古跡までハイキングコースが整備されている。このピークは東屋がある展望台の広場となっていて、濃尾平野が見渡せ、御嶽山や中央アルプスなどを遠望することができる。南宮大社の先の南宮稲荷神社付近に二つのため池（西蛇溜池と東蛇溜池）があり、東コースと西コースに分かれその先で合流する。上部には高山神社と椿姫宮がある。毛利秀元陣所古跡から山頂までは踏み跡程度の登山道となっている。山頂には二等三角点（点名「牧田村」、標高419.02 m）が設置されている。この山頂では展望は得られない。

## 地理

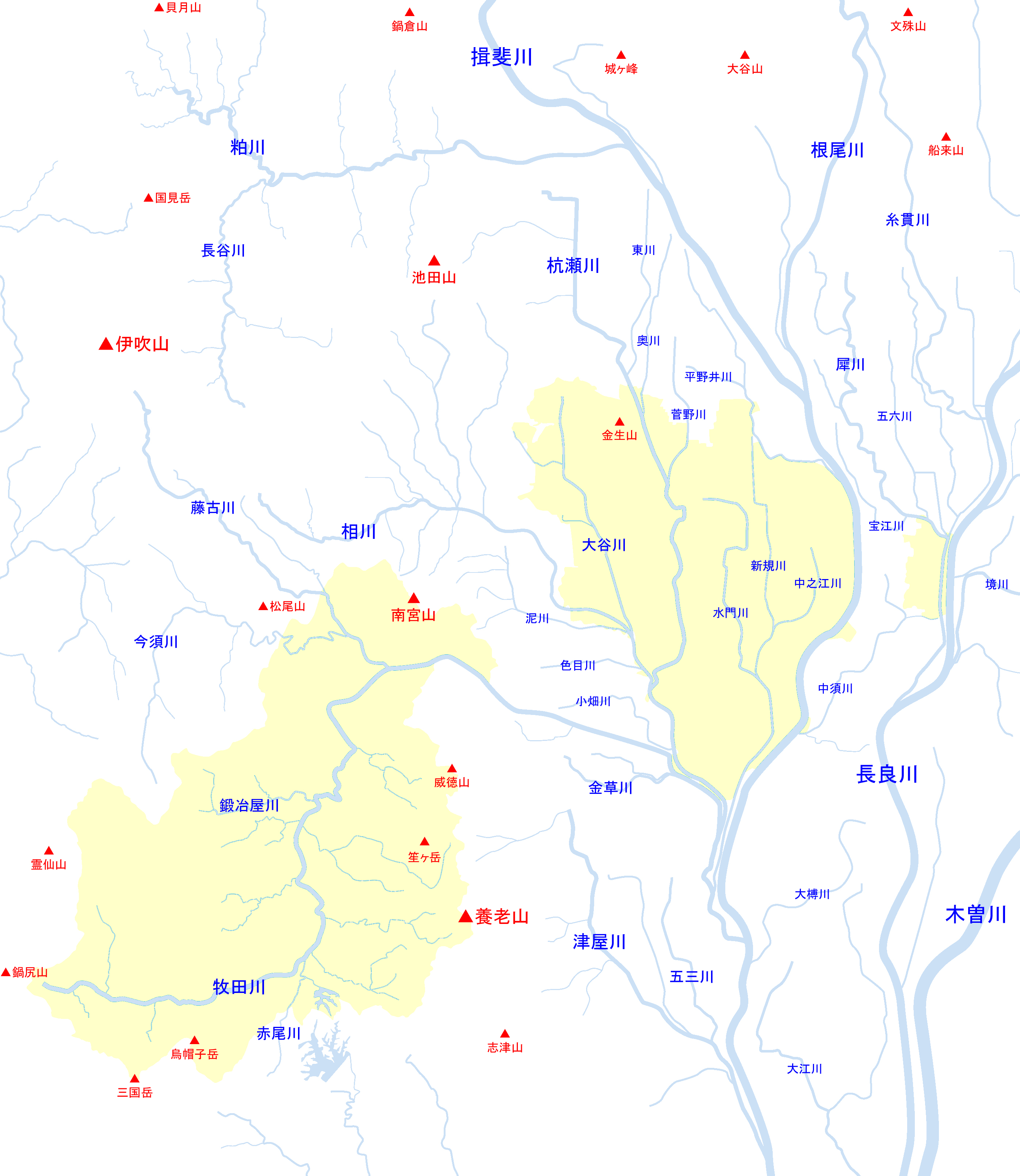
大垣市周辺河川の位置関係図

北側の伊吹山地と南側の養老山地との間にある独立峰。山域の南端に牧田川が流れ、その支流である藤古川の南西に鈴鹿山脈が位置する。山頂から北1.4 kmに、朝倉山（標高257 m）がある。山頂から南東3.2 kmの山域の南東端には象牙山（標高129.9 m）があり、山頂部に象鼻山古墳群がある。山域の南面に石灰岩の採石場がある。

### 周辺の山
| 山容 | 山名   | 標高 (m) | 三角点等級 基準点名 | 南宮山からの 方角と距離(km) | 備考                        |
| --- | ------ | -------- | ------------------- | --------------------------- | --------------------------- |
| 国営木曽三川公園のワイルドネイチャープラザ（愛知県稲沢市）の木曽川左岸から望む伊吹山、その左手前に南宮山（2015年2月16日） | 伊吹山 | 1377.33  | 一等 「伊吹山」     | 北西 12.3                   | 日本百名山 ぎふ百山         |
| 東方の麓から望む池田山（2010年5月1日）                                                                                    | 池田山 | 923.72   | 二等 「池田山」     | 北 10.5                     | ぎふ百山                    |
| 伊吹山から望む南宮山と遠景の濃尾平野（2013年5月2日）                                                                      | 南宮山 | 419.02   | 二等 「牧田村」     | 0                           | 続ぎふ百山                  |
| 小倉山から望む笙ヶ岳（2008年11月12日）                                                                                    | 笙ヶ岳 | 908.33   | 四等 「笙ヶ岳」     | 南 7.0                      | 養老山地の最高峰 続ぎふ百山 |

### 源流の河川
木曽川水系の以下の河川の源流となる山で、伊勢湾へと流れる。
- 相川の支流
- 牧田川の支流
- 藤古川の支流

### 交通・アクセス
山域の北側に東海道新幹線、国道21号、東海道本線が通る。山域の西側に名神高速道路、国道365号が通る。山域の南側に名神高速道路、岐阜県道56号南濃関ケ原線、岐阜県道227号牧田室原線が通る。山域の東側に岐阜県道215号養老垂井線が通る。
- 東海旅客鉄道（JR東海）東海道本線垂井駅の南西3 kmに位置する[5]。
- 東海環状自動車道大垣西インターチェンジの西南西7 kmに位置する。

## 関ヶ原の戦い

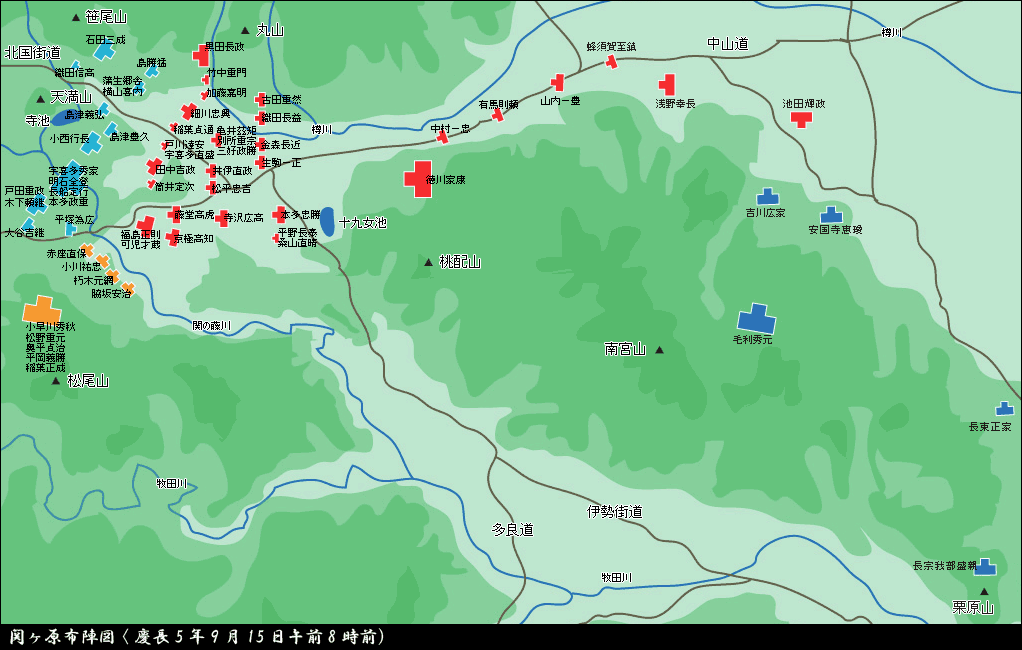
関ヶ原布陣図（慶長5年9月15日午前8時前）

関ヶ原の戦いでは主に毛利氏が南宮山に陣を構えた。合戦前には浅野隊と南宮大社付近で交戦、池田隊と銃撃戦を展開していた者もいたが、吉川広家が東軍に内通していたため毛利、安国寺、長束、長宗我部は本戦に参加せずに戦は終わった。また、山内一豊、蜂須賀至鎮、有馬則頼らは当初南宮山の西軍に備えていたが家康の命により本戦に参加した。この戦で麓の南宮大社は焼失したが、その後春日局や竹中氏などの願いもあり徳川家光が再建した。

※この戦で有名な言葉として、「宰相殿の空弁当」という故事がある。関ヶ原の戦いで、毛利秀元軍は徳川家康本陣の背後にある南宮山に布陣した。秀元は南宮山を降りて徳川軍の背後から攻撃するつもりであったが、先陣を務める広家が出撃に反対して道を空けないため動けずにいた。
長束正家の急使が南宮山の毛利の本営に駆けつけ､秀元に戦闘参加を要請してきた｡秀元はこれに応じようとしたが､先鋒として前面に布陣している吉川広家の兵にさえぎられているため動くことができなかった｡そこで秀元は長束の使者に対して､｢兵卒に兵糧を食させている最中なり｡｣といって時間をかせいだ｡世人は､これを「宰相殿の空弁当」と称したという 。

### 南宮山及びその周辺の陣跡（場所）
- 南宮山
  - 毛利秀元陣跡（展望台付近）<詳細>
  - 吉川広家陣跡（不破高校の西側）
  - 安国寺恵瓊陣所跡（登山口付近）<詳細>
  - 長束正家陣跡（南東麓）
- 周辺
  - 長宗我部盛親陣跡（清水寺公園の中）
  - 浅野幸長陣跡（垂井一里塚付近）
  - 池田輝政陣跡（春王・安王の墓付近）

- 上記の陣跡は全て垂井町にある。

### 南宮山陣城
南宮山陣城は、関ヶ原の戦いの時に毛利秀元が築いた城である（通称:毛利秀元陣跡）。南宮大社の背後に聳える南宮山、その山頂から東に伸びる尾根筋のピークに築かれている。尾根筋を堀切で断ち主郭と北側の帯曲輪の城域を確立させ、土塁も構築されていた。大垣城方面への視界は極めて良く、逆に関ヶ原方面は南宮山山頂などの樹木に遮られ全く見えない。毛利氏は主戦場を大垣方面と想定しており関ヶ原での合戦を想定していなかったと考えられている。このことは南辺の土塁が分厚く高いことや堀切が南側斜面に対して竪堀となっていることからも分かる。
遺構
土塁、空堀、竪堀、曲輪

### 安国寺恵瓊陣所跡
安国寺恵瓊陣所跡は関ヶ原の戦いの時に安国寺恵瓊が南宮山に築いた陣城である。説明板があるのは登山口付近だが、遺構があるのは登山口の東側にある溜池（東蛇溜池）の東側の尾根の北側である。以前は整備されていた痕跡があるが、現在の登山道とは異なる場所にあるため注意が必要である。
遺構
曲輪、堀切、横堀

### 画像
※下記の画像は古いため写っていないが平成28年の春から徐々に新しい説明板に変更され武将の旗印も設置された。

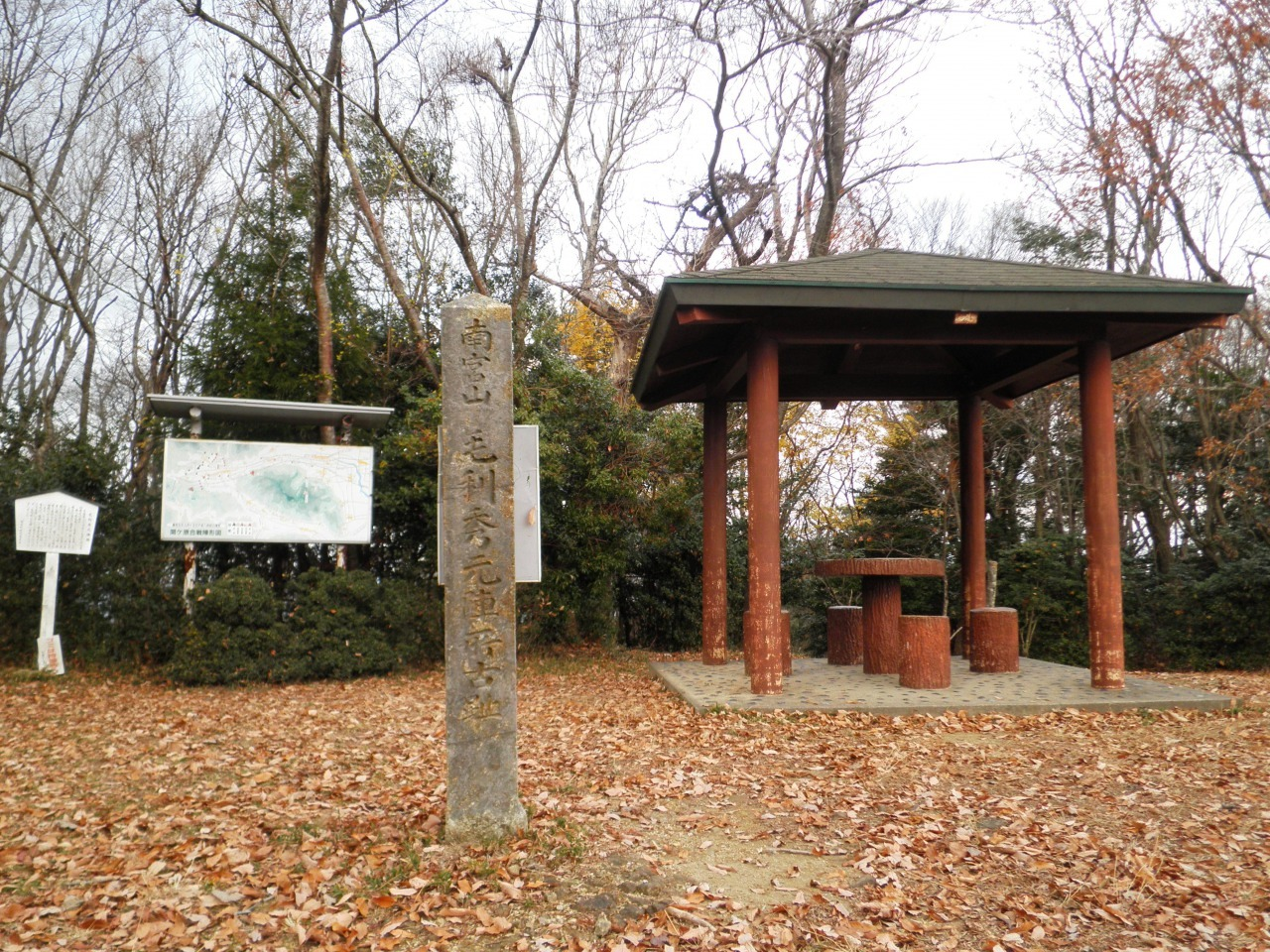
毛利秀元陣跡

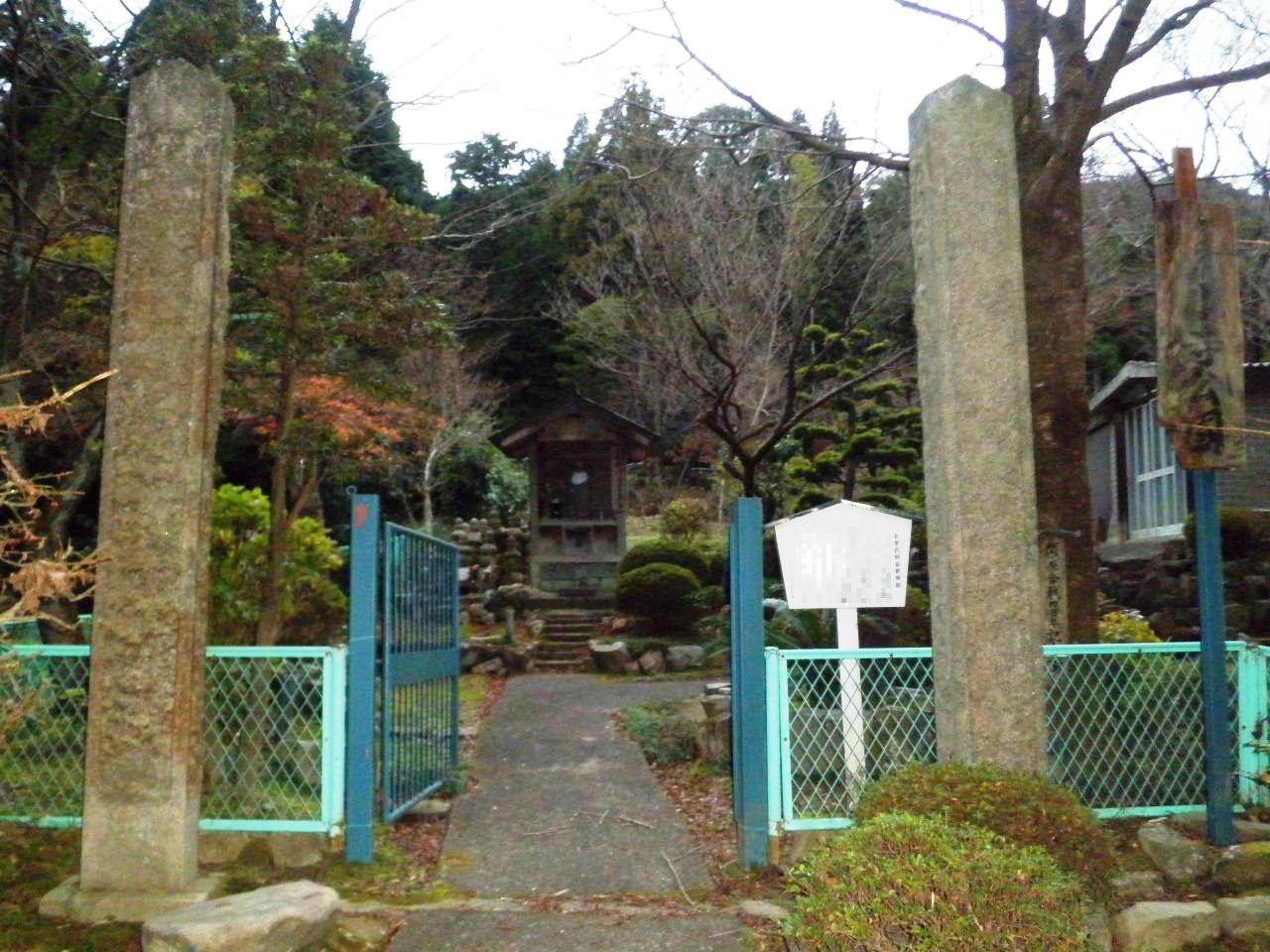
長宗我部盛親陣跡

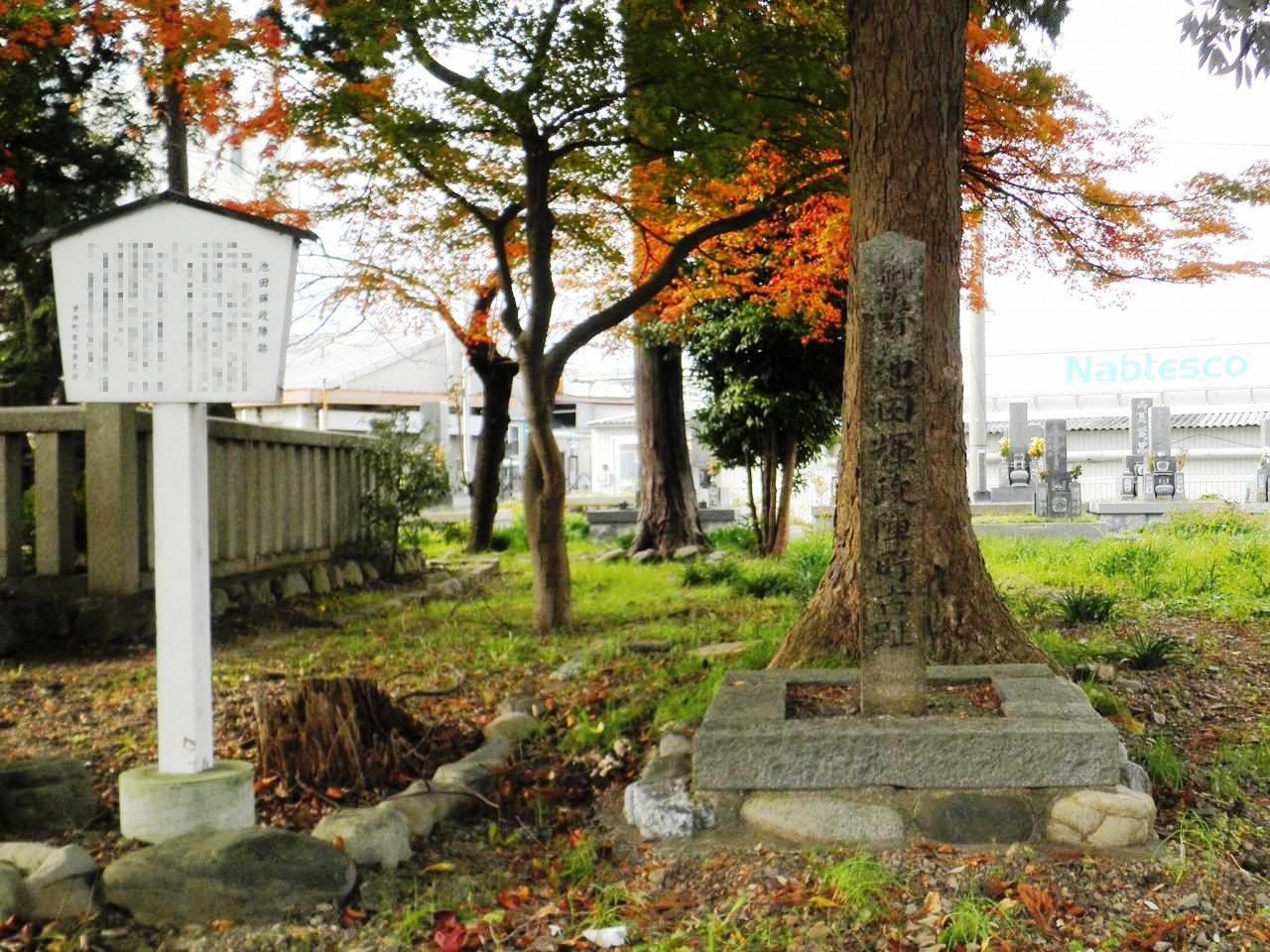
池田輝政陣跡